# Certificato al Patriota

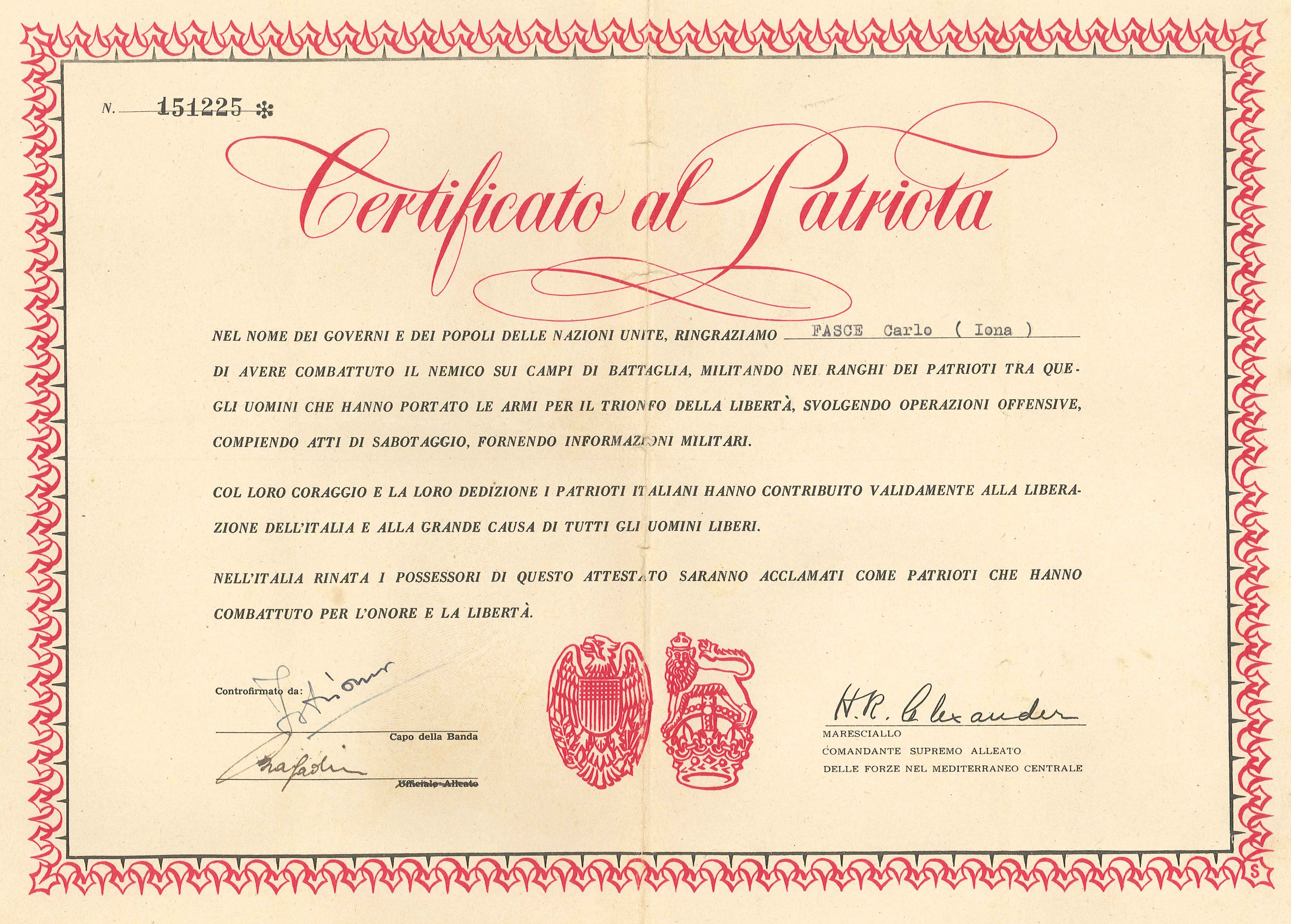
Il Brevetto Alexander conferito ai patrioti italiani

Il Certificato al Patriota (in inglese Patriot Certificate), noto anche come Brevetto Alexander, è il principale e più diffuso riconoscimento ufficiale cartaceo conferito durante il corso della seconda guerra mondiale dalle forze alleate ai patrioti italiani che si erano distinti per la diretta collaborazione con le stesse forze alleate.
Ulteriori riconoscimenti di natura cartacea vennero concessi a patrioti, partigiani e militari dagli alleati, dal Governo italiano e dalle organizzazioni partigiane.

## Certificato al Patriota
Esso consiste in una pergamena scritta in lingua italiana, dotata di numerazione progressiva, indicante nome e cognome (ed eventuale nome di battaglia) del patriota scritti a mano, con prestampati il testo dell'encomio e la firma del maresciallo H. R. Alexander, comandante in capo delle Forze Alleate in Italia, con la firma autografa di un ufficiale alleato e del comandante ("capo della banda") dell'organizzazione partigiana di cui faceva parte il patriota.
Il primo annuncio ufficiale in Italia della creazione di questo tipo di riconoscimento avvenne nel luglio 1944 a Livorno da parte del generale Alexander.
Tra i primi patrioti italiani a ricevere il prezioso attestato, il giovane partigiano Nello Iacchini, che il 26 agosto del 1944 a Saltara (Pesaro e Urbino) - catturando un cecchino tedesco appostato lungo il percorso - salvò la vita dello stesso maresciallo e del primo ministro britannico Winston Churchill durante un sopralluogo di quest'ultimo in Italia, sul fiume Metauro, nell'imminenza dell'attacco alleato (ed in particolare dell'VIII Armata britannica) alla Linea Gotica.
Il 14 giugno 1945, L'Unità riporta per la prima volta la notizia della consegna di un "Certificato al Patriota", specificamente al generale Raffaele Cadorna, comandante del CVL italiano, da parte del generale Willis D. Crittenberger, comandante della IV Armata statunitense: nell'articolo si legge che «nel certificato il generale Cadorna  è chiamato Field Maresciallo, in riconoscimento degli sforzi da lui computi per liberare l'Italia» e che «il certificato è identico a quello che viene dato a tutti i Partigiani al termine del loro servizio».
Tale tipo di attestato, nonostante la sua ufficialità, in quanto rilasciato da autorità straniere non venne legalmente riconosciuto in Italia per l'attribuzione dei titoli di partigiano o patriota.

## Ulteriori riconoscimenti conferiti dagli Alleati ai patrioti italiani

### Certificate of Merit
Il "Certificato al Patriota" aveva un simile e corrispondente "Certificato di Merito", riconoscimento rilasciato ai militari italiani in servizio effettivo che avessero collaborato con le forze armate alleate, scritto in lingua inglese, denominato "Certificate of Merit"https://m.facebook.com/story.php?story_fbid=1470484419648538&id=100000609823153

### Certificate of Gratitude and Appreciation
Un "Certificato di Gratitudine e Riconoscimento" fu rilasciato dagli Alleati a chi avesse aiutato militari Alleati a evadere o ad evitare di essere catturati.
Ebbe 2 versioni:
- inglese: "Certificate of Gratitude and Appreciation (UK)"[collegamento interrotto] e (in inglese con il retro in italiano e con il numero di matricola)[collegamento interrotto], con la relativa "Lettera di Accompagnamento"[collegamento interrotto];
- statunitense: "Certificate of Gratitude and Appreciation (USA)"[collegamento interrotto] e (in inglese con il retro in italiano e con il numero di matricola)[collegamento interrotto]

### Attestato di Benemerenza
Le Special Force britanniche rilasciarono uno specifico "Attestato di Benemerenza" (altro tipo) (intitolato in italiano e redatto in inglese).

### Certificate of Commendation
La 5ª Armata statunitense rilasciò uno specifico "Certificate of Commendation" (in inglese).

### Certificato di Apprezzamento
L'Ufficio Servizi Strategici del Governo degli Stati Uniti d'America rilasciò uno specifico http://piazzaleloreto.mi.it/net/images/documenti/martiri/Gasparini/docAngiola/CertfctAprezzmntGasparini-small.jpg (in italiano).

## Ulteriori riconoscimenti di guerra italiani

### Ministero della Guerra
Il Ministero della Guerra concesse la seguente Attestazione:
- Diploma d'Onore
- Diploma d'Onore[collegamento interrotto]

#### Gruppi di Combattimento
I Gruppi di Combattimento, Unità di prima linea dell'Esercito Cobelligerante Italiano concessero le seguenti Attestazioni:
- Folgore: Diploma d'Onore
- Friuli: Diploma d'Onore (altro tipo)
- Mantova: Diploma d'Onore[collegamento interrotto]

#### Divisioni
Le Divisioni ausiliarie, Unità di seconda linea dell'Esercito Cobelligerante Italiano concessero le seguenti attestazioni:
- 210: Diploma d'Onore[collegamento interrotto]
- 230: Diploma d'Onore[collegamento interrotto]
- Garibaldi: http://www.chiamamicitta.it/wp-content/uploads/2017/01/Diploma-donore-ad-Andrea-Bianchi-378x500.jpg[collegamento interrotto] (altro tipo).

### Ministero della Difesa
Il Ministero della Difesa concesse le seguenti attestazioni:
- Diploma d'Onore attestante la Qualifica di Combattente per la Libertà d'Italia 1943-1945
- Attestato di Conferimento della Medaglia della Liberazione e relativa Medaglia della Liberazione
- http://memoriadibologna.comune.bologna.it/imageserver/gallery_big/files/vecchio_archivio/seconda-guerra/m/Musi11w.jpg[collegamento interrotto] e relativa Croce al merito di guerra

### Associazione Nazionale Partigiani d'Italia
L'Associazione Nazionale Partigiani d'Italia concesse le seguenti attestazioni:
- Diploma d'Onore al Caduto per la Libertà - Lotta di Liberazione Anno 1943-45
- Diploma d'Onore al Combattente per la Libertà - Lotta di Liberazione Anno 1943-45
- http://memoriadibologna.comune.bologna.it/imageserver/gallery_big/files/vecchio_archivio/seconda-guerra/m/MaccaferriFranco-DiplANPI.jpg[collegamento interrotto]
- Diploma di Benemerenza

### Brigate d'Assalto "Garibaldi"
Le Brigate d'Assalto Garibaldi concessero la seguente attestazione:
- Diploma di Medaglia Garibaldina con relativa Medaglia Garibaldina

### Corpo Volontari della Libertà
Il Corpo Volontari della Libertà concesse le seguenti Attestazioni:
- Brevetto di Partigiano Caduto (colore rosso)
- Brevetto di Partigiano (colore rosso)
- https://www.obiettivoitalia.eu/wp-content/uploads/2016/12/CVDL-Librandi-200x200.png[collegamento interrotto] (colore verde)
- Attestato di Benemerenza[collegamento interrotto] (colore celeste)

### Federazione Italiana Volontari della Libertà
La Federazione Italiana Volontari della Libertà concesse le seguenti Attestazioni:
- Certificato per la Medaglia d'Oro e relativa Medaglia d'Oro
- Certificato per la Medaglia d'Argento e relativa Medaglia d'Argento
- Certificato per la Medaglia di Bronzo e relativa Medaglia di Bronzo
- http://www.fivl.eu/upload/pages/520/fivl00.jpg[collegamento interrotto]

### Unione Donne Italiane
L'Unione Donne Italiane concesse la seguente Attestazione:

Attestato di Partecipazione alla Lotta di Liberazione Nazionale